# INSIDE 硬塞的網路趨勢觀察
硬塞的網路趨勢觀察（INSIDE）是創立於臺灣的中文網路媒體，於2009年11月26日上線，創辦人為蕭上農、李致緯、陶韻智、林宜儒、王佑哲、李全興。「硬塞的網路趨勢觀察」以六個人的共筆部落格開始，內容為針對網路產業的國內新聞進行評論與摘譯，並於2011年10月正式成立為公司，於2018年1月被關鍵評論網所併購。

## 中國大陸封鎖
依據GreatFire測試，其網站在中國大陸被當局的網墻封鎖，即當地網民無法正常訪問該網站，2019年7月或更早起遭受封鎖至今。

## 資料來源
1. ↑  公司, TNL. . The News Lens 關鍵評論網. 2018-01-03  [2019-03-13]. （原始内容存档于2019-10-17） （中文（臺灣））.
2. ↑  . 今周刊. 2018-01-03  [2019-04-11]. （原始内容存档于2019-04-11） （中文（臺灣））.
3. ↑  . zh.greatfire.org.   [2022-11-16]. （原始内容存档于2022-11-16）.